# Holt Isstadion
Het Holt Isstadion is een skeeler- en natuurijsbaan in Kongsvinger in de provincie Innlandet in het zuiden van Noorwegen. De openlucht-natuurijsbaan is geopend in 1981 en de skeelerbaan is geopend in 2018. De skeeler- en natuurijsbaan ligt op 181 meter boven zeeniveau. Er zijn op deze ijsbaan verschillende Noorse kampioenschappen georganiseerd.
Sinds 2010 lagen er plannen om een kunstijsbaan aan te leggen. Met natuurijs, begint het seizoen meestal pas in januari, met kunstijs kan het seizoen aanzienlijk worden verlengd. Uiteindelijk is het kunstijs niet doorgegaan. In 2018 is er daarentegen wel een geasfalteerde skeelerbaan aangelegd.

## Nationale kampioenschappen
- 1981 - NK allround mannen
- 1985 - NK allround vrouwen
- 1985 - NK allround jeugd vrouwen
- 1999 - NK allround jeugd mannen/vrouwen
- 1999 - NK sprint jeugd mannen/vrouwen

## Kongsvinger Skøyteklubb
De vereniging Kongsvinger Skøyteklubb maakt gebruik van het Holt Isstadion.